# Kodeks Bazylejski
Kodeks Bazylejski, łac. Codex Basilensis, oznaczany symbolami E (07) (Gregory-Aland), ε 55 (Soden) – majuskułowy rękopis Nowego Testamentu pisany na pergaminie. Kodeks przechowywany jest w Bazylei, w Szwajcarii. Paleograficznie datowany jest zwykle na VIII wiek (Burgon datował na VII wiek, Palau datuje go na IX). Stosuje pełne marginalia, zawierające dwa systemy podziału tekstu oraz noty liturgiczne. Trzy karty kodeksu są palimpsestem. Zawiera niemal kompletny tekst czterech Ewangelii.
Tekst kodeksu reprezentuje tradycję bizantyńską i jest jednym z lepszych jej reprezentantów. Cytowany jest we wszystkich ważnych wydaniach tekstu greckiego Nowego Testamentu, jednak w 27 wydaniu Nestle-Alanda, częstotliwość jego cytowania zmalała. Dopiero w 2004 roku ukazała się pierwsza publikacja poświęcona rękopisowi. Od 2007 roku kodeks dostępny jest w internecie.

## Opis
Zawiera niemal pełny tekst czterech Ewangelii, z pięcioma krótkimi lukami w Ewangelii Łukasza, trzy z nich zostały później uzupełnione minuskułowym tekstem przez późniejszego skrybę (Łk 1,69-2,4; 12,58-13,12; 15,8-20), pozostały tylko dwie nie uzupełnione luki (Łk 3,4-15; 24,47-53). Kodeks składa się z 318 pergaminowych kart (23 na 16,5 cm). Pisany jest jedną kolumną na stronę, 24 linijek w kolumnie. Litery Θ, Ε, Ο oraz Σ są okrągłe, a litery Χ, Ζ, Ξ nie są wydłużone poniżej linii. Stosuje punktację i jest regularna w całym rękopisie. Pismo jest staranne .
Styl pisma jest podobny do Kodeksu Aleksandryjskiego, jakkolwiek mniej regularny. Inicjały są zdobione kolorami: zielony, niebieski i cynober.
Tekst dzielony według dłuższych jednostek – κεφαλαια (rozdziały). Numery κεφαλαια umieszczone zostały na marginesie kolumny tekstu, a przed każdą z Ewangelii umieszczona została tablica κεφαλαια (tytuły rozdziałów). Ponadto stosowany jest inny podział według mniejszych jednostek – Sekcji Ammoniusza z odniesieniami do Kanonów Euzebiusza, a na dole strony znajduje się Harmonia czterech Ewangelii. Perykopy ewangeliczne wyróżnione są przy pomocy wielkich inicjałów, stojących na marginesie, tak jak ma to miejsce w Kodeksie Aleksandryjskim i Kodeksie Efrema.
Kodeks został później scalony w jedną całość z pisanym minuskułą XII-wiecznym rękopisem Nowego Testamentu, minuskułem 2087 (według numeracji Gregory-Aland), który zawiera tekst Apokalipsy. Trzy karty kodeksu są palimpsestem (folio 160, 207, 214).

## Tekst

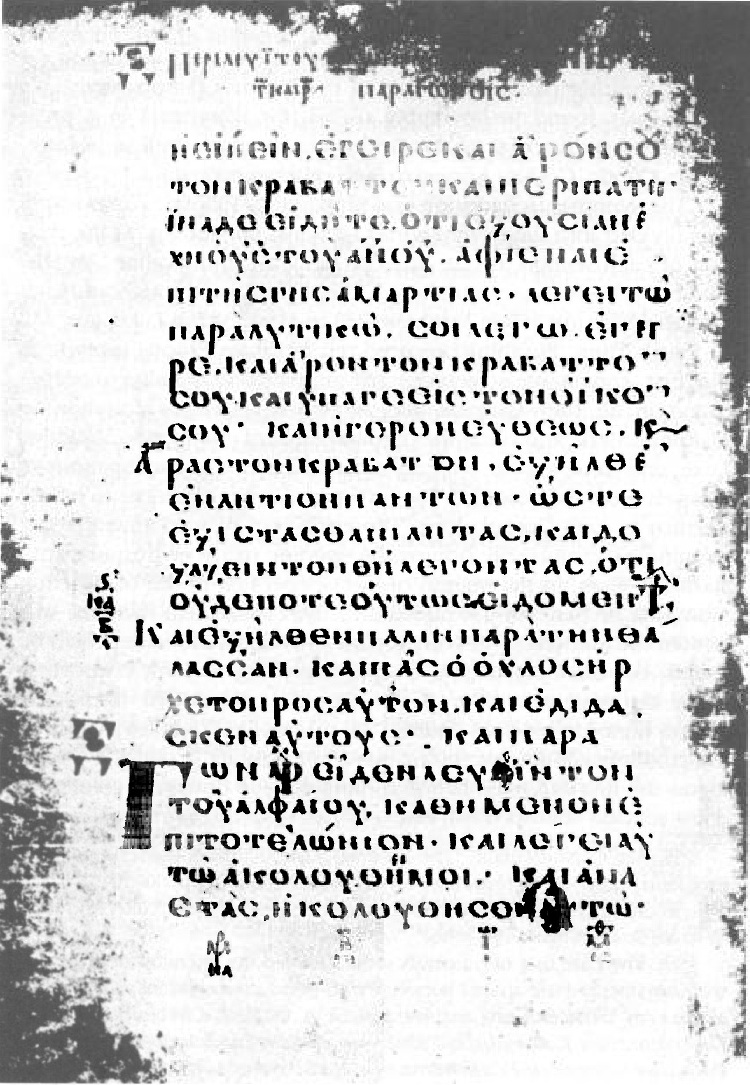
Marek 2,9-14

Przekazuje tekst bizantyński we wczesnej jego postaci i ze względu na swój wiek jest ważnym świadkiem tego tekstu. Według Alanda 209 razy wspiera tekst bizantyński przeciwko oryginalnemu, a tylko raz tekst oryginalny przeciwko bizantyjskiemu, 107 razy jest zgodny z tekstem bizantyńskim i oryginalnym, posiada 9 sobie właściwych wariantów tekstowych. W oparciu o ten profil zaliczony został do V kategorii Alanda.
Zaliczany jest do tekstualnej rodziny E (rodzina oznaczana jest przez siglum kodeksu) i stoi w bliskiej relacji do Kodeksu Naniańskiego i Codex Athous Dionysius (pod względem tekstualnym)  . Posiada niewiele odchyleń od standardowego tekstu bizantyńskiego i prawdopodobnie jest najstarszym rękopisem z niemal pełnym tekstem czterech Ewangelii ze standardowym tekstem bizantyńskim . Zostało to potwierdzone przez Claremont Profile Method, tj. metodę wielokrotnych wariantów, według której przekazuje standardowy tekst bizantyński zgodny z rodziną tekstualną Kx w Łk 1 i Łk 10. W 20 rozdziale Łukasza przekazuje tekst mieszany. Metodą tą przebadano tylko trzy rozdziały Ewangelii Łukasza (1; 10; 20).
Pomimo iż przekazuje standardowy tekst bizantyński, teksty Mt 16,2b-3 (znaki czasu); Łk 22,43-44 (krwawy pot Jezusa); 23,34; J 8,2-11 (Pericope adulterae) oznakowane zostały asteryskiem, jako teksty wątpliwe, a są to teksty opuszczane przez rękopisy tradycji aleksandryjskiej.
Mt 8,13 (por. Łk 7,10)
(gr.) Posiada interpolację και υποστρεψας ο εκατονταρχος εις τον οικον αυτου εν αυτη τη ωρα ευρεν τον παιδα υγιαινοντα („A kiedy setnik wrócił do domu swego tej godziny, znalazł sługę zdrowego”) por. Łk 7,10, dodatek ten zawierają Kodeks Synajski, Efrema (022), 038 (0250), f1 (33, 1241), g1, syrh.
Niektóre warianty
Słowa przed pionową kreską to warianty Textus Receptus, słowa po kresce, to warianty kodeksu
Mk 5,9 – λεγει αυτω („mówi mu”) | απεκριθη λεγων („odpowiedział mówiąc”)
Jn 1,22 – βηθαραβα („Betaraba”) | βηθανια („Betania”)
Jn 1,28 – τις („kto”) | συ („ty”)
Jn 4,1 – ο Ιησουυς („Jezus”) | ο Κυριος („Pan”)
Jn 5,44 – ανθρωπων („ludziom”) | αλληλων („innym”)
Jn 8,9 – οι δε ακουσαντες εξερχοντο εις καθ εις („Ci zaś usłyszawszy wychodzili jeden po drugim”) | οι δε ακουσαντες και υπο της συνειδησεως ελεγχομενοι εξερχοντο εις καθ εις („Ci zaś usłyszawszy i poruszeni przez sumienie wychodzili jeden po drugim”) – wariant wspierany przez G H K 1079 1365
Jn 10,8 – ηλθων προ εμου | ηλθων

## Historia

### Datowanie
Rękopis powszechnie jest datowany przez paleografów na VIII wiek (Gregory, Nestle, Aland, Metzger). Dean Burgon datował go na VII wiek (ze względu na kształt liter, jednak noty liturgiczne jego zdaniem dodane zostały później). Scrivener zgodził się, że kształty większości liter (zwłaszcza pi, delta, chi) sugerować mogą wczesną datę, datował go jednak na połowę VIII wieku. Guglielmo Cavallo datuje na początek VIII wieku . Oficjalna data proponowana obecnie przez INTF to VIII wiek .

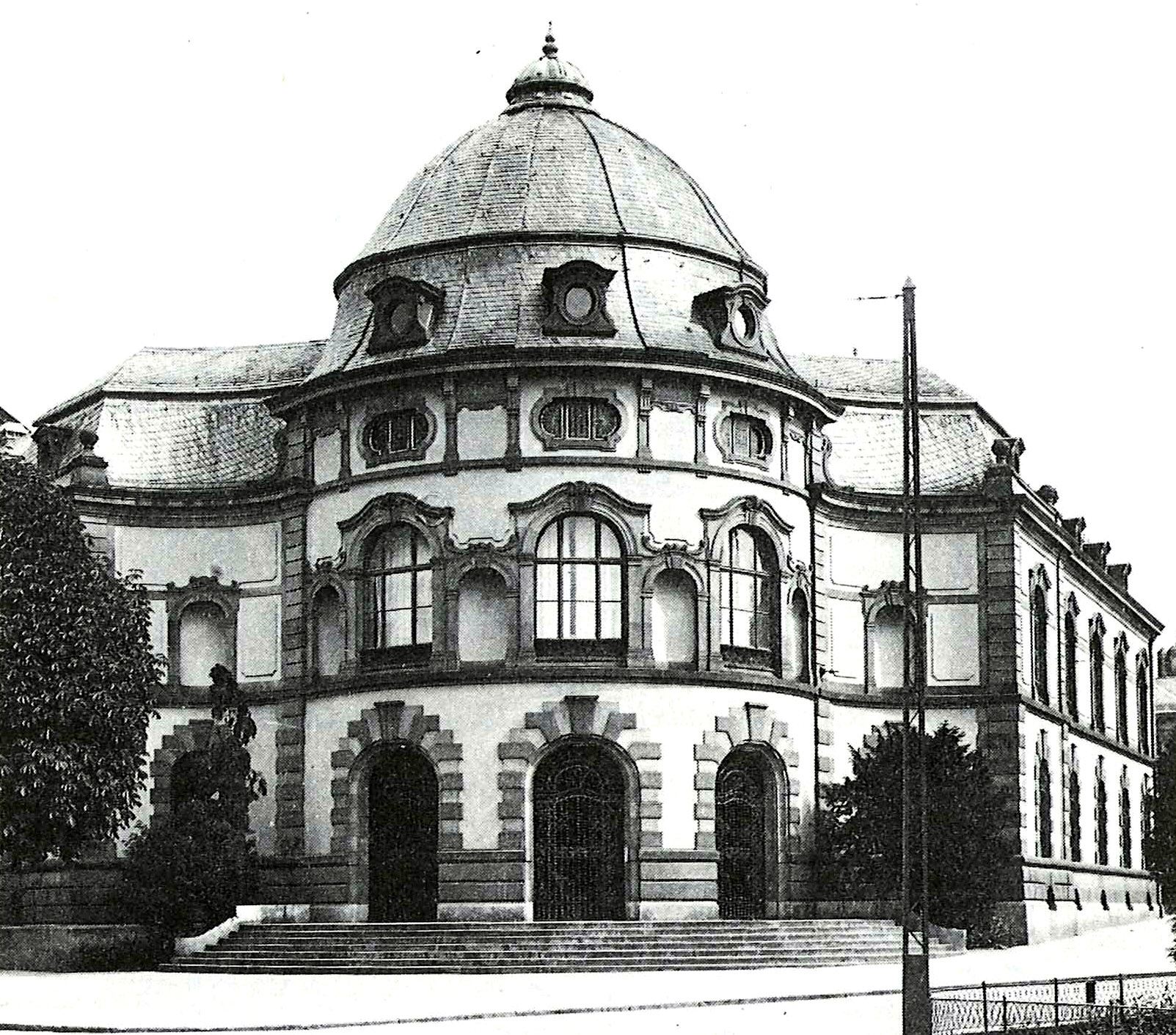
Biblioteka Uniwersytetu w Bazylei (1896)

Paleografka Annaclara Cataldi Palau opowiada się za IX wiekiem, ze względu na dekoracje (stosowanie czterech barw, motyw krzyża w zdobieniach), regularny akcent, mniejsza liczba błędów niż w rękopisach z VIII wieku. Palau jest zdania, że kopista nie był Grekiem i dlatego stosował starszy styl pisma, oraz że był przywykły do kopiowania łacińskich tekstów.

### Pochodzenie i miejsce przechowywania
Przypuszczano, że przywieziony został ze Wschodu podczas soboru w Bazylei w 1431 roku, wraz z innymi rękopisami. Kardynał Ragusio podarował go dominikanom. Scrivener sądził, że to Ragusio przywiózł rękopis z Konstantynopola, gdzie miał powstać kodeks. Zdaniem Palau kodeks powstał we Włoszech.
Rękopis znajdował się w Bazylei w bibliotece dominikanów w czasie gdy Erazm z Rotterdamu opracowywał swoje wydanie tekstu Nowego Testamentu i pożyczył z niej kilka rękopisów minuskułowych (1, 2). Jednak Erazm nie wykorzystał go do swego Novum Instrumentum omne. Prawdopodobnie mnisi zapomnieli o jego istnieniu. Od 1559 roku przechowywany jest w bibliotece Uniwersytetu Bazylejskiego (Univ. Bibl. AN III 12) .

### Badania rękopisu, wydania tekstu, wykorzystanie

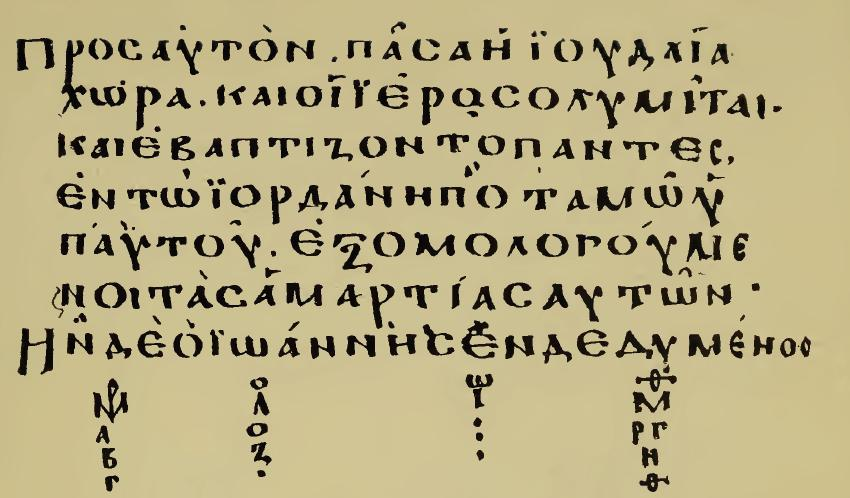
Mk 1,5-6 (facsimile Scrivenera)

Rękopis został wykorzystany przez Johna Milla w jego wydaniu greckiego Nowego Testamentu. Prawdopodobnie tekst rękopisu został skolacjonowany przez Wettsteina i został przezeń wykorzystany w jego wydaniu Nowego Testamentu. Wettstein sporządził też pierwszy opis kodeksu, wciągnął go na listę rękopisów Nowego Testamentu i dał mu siglum E. Krótki opis kodeksu sporządził paleograf Henri Omont w 1886 roku. Gregory w 1908 roku dał mu siglum 07. W roku 2004 Annaclara Cataldi Palau opublikowała artykuł pod tytułem A Little Known Manuscript of the Gospels... („Mało znany rękopis Ewangelii”) w czasopiśmie „Byzantion”. I jest to pierwsza publikacja poświęcona specjalnie temu rękopisowi. W 2008 roku artykuł ten opublikowany został ponownie w Studies in Greek manuscripts.
Scrivener opublikował typograficzne facsimile kodeksu z fragmentem tekstu Mk 1,5-6. Amerykański paleograf William Hatch opublikował fotograficzne facsimile kodeksu w 1939 roku (jedna strona). Jedną stronę kodeksu opublikował Guglielmo Cavallo w 1967. Annaclara Cataldi Palau w 2004 roku opublikowała kilka stron kodeksu. W roku 2007 kodeks umieszczony został w zdigitalizowanej formie na stronie INTF .
Od XVIII wieku cytowany jest we wszystkich ważnych wydaniach greckiego Nowego Testamentu. Cytują go: UBS3, UBS4, NA26 oraz NA27. Jest jednak rzadko cytowany w NA27, został zaliczony do trzeciorzędnych świadków tekstu Nowego Testamentu.